# Phyllopalpus pulchellus
Phyllopalpus pulchellus is een rechtvleugelig insect uit de familie krekels (Gryllidae). De wetenschappelijke naam van deze soort is voor het eerst geldig gepubliceerd in 1864 door Uhler.